# 타이베이 세계 무역 센터

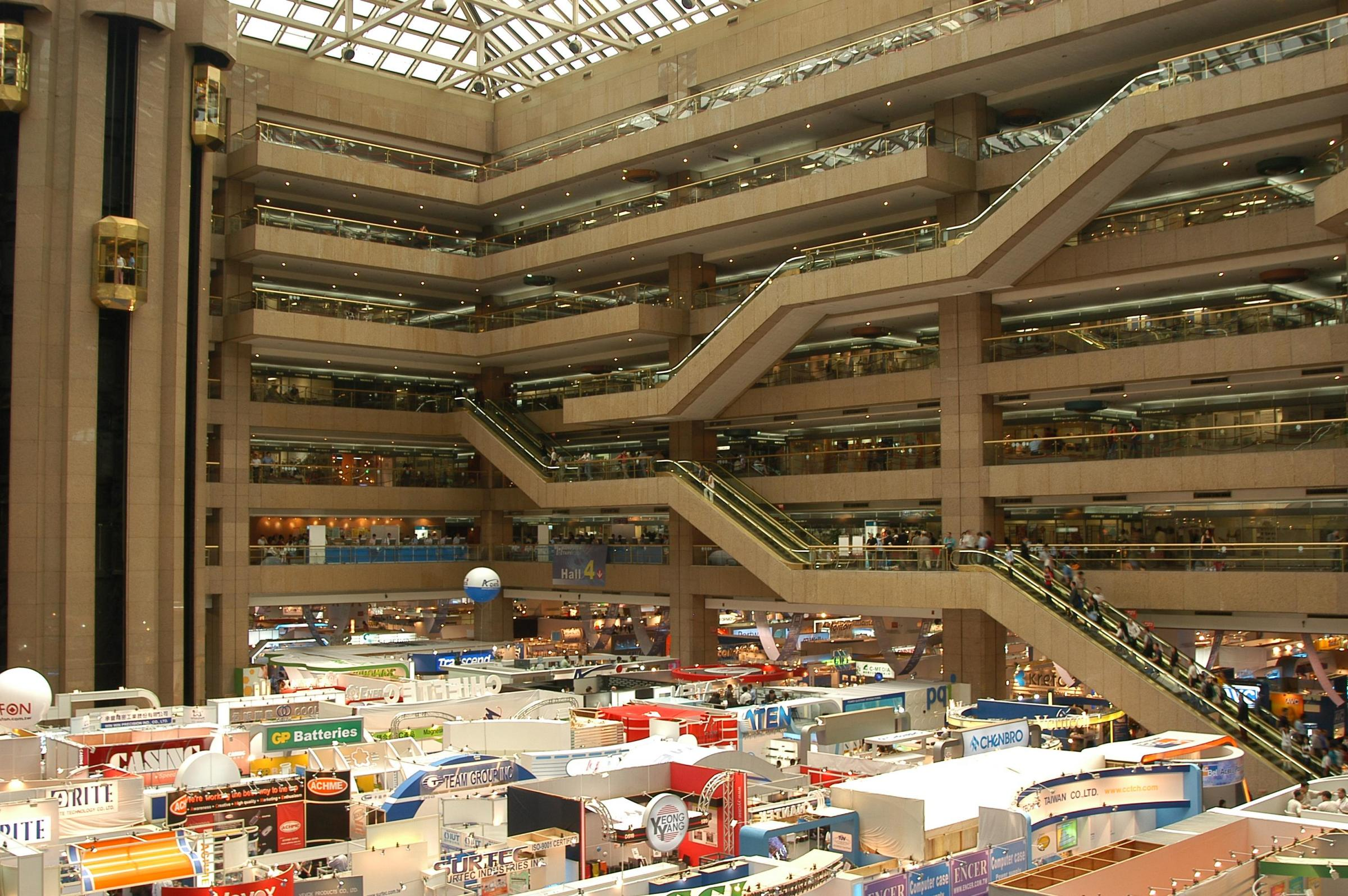
타이베이 세계 무역 센터 전시홀

타이베이 세계 무역 센터(중국어 정체자: 臺北世界貿易中心, 병음: Táiběi Shìjiè Màoyì Zhōngxīn)는 중화민국 타이베이시에 있는 건축물이다. 1052개의 쇼룸이 있다.